# Excelsior n.º 166
Excelsior n.º 166 es un municipio rural canadiense situado en la provincia de Saskatchewan.

## Superficie
Excelsior n.º 166 tiene una superficie de 1196,48 km².

## Demografía
En 2021, tenía 808 habitantes, una densidad poblacional de 0,7 hab./km², y 247 viviendas.